# Межкультурная невербальная коммуникация
Межкультурная невербальная коммуникация — коммуникационное взаимодействие между представителями разных культур без использования слов.
При столкновении представителей разных культур важную роль играют не только слова, но и невербальное поведение. Из-за межкультурных различий некоторые знаки могут быть поняты не так, как хотелось.

## Межкультурная коммуникация
Автор выделяет три правила межкультурной коммуникации :
1. Информация, передаваемая на невербальном уровне, представляет наибольшие трудности для интерпретации членами иной культуры.
2. Для достижения понимания при общении необходимо обучать участников межкультурного взаимодействия активному слушанию.
3. Необходимо уметь предвидеть и предотвратить возможные ошибки при коммуникации с представителями разных культур, иначе намечавшийся межкультурный контакт может сорваться за счет произведенного негативного впечатления.
Она обращает внимание на то, что следует также иметь в виду проблемы вербального общения и форм и способов символизации общения в этой связи. Мы выделим у этой проблемы два аспекта — психологический и собственно национально-культурный. Иногда бессловесный язык может сказать больше, чем слова, подсказать нам о том, что мы делаем что-то не так.

## Невербальное общение
Функции невербального общения:
1. Невербальное общение дополняет вербальное
2. Невербальное общение противоречит вербальному
3. Невербальное общение заменяет вербальное
4. Невербальное общение служит регулятором вербального

Невербальные средства общения:
1. Кинесика (мимика, взгляд, жесты, поза)
2. Просодика (голосовые и интонационные средства)
3. Такесика (прикосновения)
4. Сенсорика (чувственное восприятие, проявление ощущений)
5. Проксемика (пространственная структура общения)
6. Хронемика (временная структура общения)

Некоторым культурам приписывается большая эмоциональность, другим меньшая. Один и тот же жест в разных культурах может трактоваться по-разному. Например, улыбка с зубами в одних культурах означает открытость и дружелюбие, в других агрессию. Взгляд в глаза другому может быть знаком уважения в одних странах и очень не уважительным в других. В некоторых странах такесика считается нормальной даже при знакомстве, в других она позволена только близким друг к другу людям. (ссылка)

## История понятий
Понятие межкультурной коммуникации было введено в 1950-х американским культурным антропологом Эдвардом Холлом в рамках разработанной им по заданию Государственного департамента США программы адаптации американских дипломатов и деловых людей за рубежом. Г. Трейгер и Э. Холл этим понятием обозначили «идеальную цель, к которой должен стремиться человек в своем желании как можно лучше и эффективнее адаптироваться к окружающему миру»..
Как самостоятельное научное направление понятие «невербальная коммуникация» (известное в зарубежной литературе под термином nonverbal communication) сформировалось сравнительно недавно, в 50-х годах XX века, хотя основы этой науки можно искать и в более ранних работах.
Невербальный язык был известен и использовался еще с древних времен. Один из ярких примеров — древнегреческий театр масок, в котором внешнему выражению внутренних состояний придавалось большое значение. В период расцвета древнегреческого театра к изучению внешних проявлений внутренних состояний человека обратился Аристотель, посвятив этому свой труд «Физиогномика». Это стало первой попыткой систематизировать знания о внешности человека и ее связи с чертами характера.
В первой половине XX века многие ведущие культурантропологи, включая М. Мид, обнаружили многочисленные свидетельства того, что у представителей разных культур существуют значительные различия в экспрессивном поведении, в том числе и в мимике, так как это — язык, которым, как и любым другим, человек овладевает в процессе социализации.

## Основные понятия
Коммуникация — акт или процесс передачи информации другим людям или живым существам, «связь между двумя или более индивидами, основанная на взаимопонимании или противопоставлении, сообщение информации одним лицом другому или ряду лиц» с тем или иным результатом.
Язык — «совокупность всех слов народа и верное их сочетание для передачи мыслей, система общения, состоящая из мелких фрагментов и набора правил, которые регулируют способ употребления этих фрагментов для составления высказывания, имеющего смысл. Система звуков и письменных знаков, используемых населением определённой страны, района в целях коммуникации друг с другом.»
Культура — закрепленные в совокупности «кодов» общественного производства человеческой жизни отношения, выступающие, например, в виде традиций, обычаев, верований определенной группы людей в определённое время. Термин культура — латинского происхождения, он появился в эпоху античности. Это слово произошло от глагола «colere», который означал «возделывание», "обработку, «уход».
Межкультурная коммуникация — это коммуникация (взаимодействие) как связь и общение между представителями различных культур народов мира, что предполагает как непосредственные контакты между людьми и их общностями, так и опосредованные формы коммуникации (язык, речь, письменность, электронную коммуникацию и так далее).
Невербальное общение — это коммуникационное взаимодействие между индивидами без использования слов (передача информации или влияние друг на друга через образы, интонации, жесты, мимику, пантомимику, изменение мизансцены общения), то есть без речевых и языковых средств, представленных в прямой или какой-либо знаковой форме.

## В разных культурах
Существуют общие для многих культур виды невербального поведения, такие как поведение, обозначающее приветствие (например, поднятые вверх брови), в то время как другие виды невербального поведения радикально различны в разных культурах (например, поведение, связанное с прикосновениями друг к другу). В целом, однако, люди разных культур вырабатывают собственные правила относительно того, как строить свое невербальное поведение. Эти правила могут довольно сильно отличаться. Они могут диктовать отличное от привычного поведение, используемое для того, чтобы подчеркнуть или прояснить некоторые моменты; они могут подразумевать, что одни и те же виды поведения иногда несут совершенно различный смысл. Исследования в области психологии развития доказывают, что эти правила так же стары, как и вербальный язык, и что дети выучивают свойственные их культуре законы, управляющие невербальным поведением, точно так же, как они учатся выражать себя с помощью голоса и усваивают вербальный язык.
Например, для нас привычно при приветствии на расстоянии помахать рукой из стороны в сторону. Но в Северной Америке такой жест означает прощание, в Центральной Америке или Африке таким движением останавливают машину или подзывают к себе кого-то. Жест OK (указательный и большой пальцы вместе образуют кольцо, которое смотрит в сторону адресата; остальные пальцы несколько расслаблены и согнуты) как знак заимствован из американской кинетической системы, в которой имеет значение «все в порядке, все хорошо». Значение «ОК» хорошо известно во всех англоязычных странах, Европе и в Азии, в некоторых же странах этот жест имеет совершенно другое происхождение и значение. Например, во Франции он означает «ноль» или «ничего», в Японии он значит «деньги»; в Венесуэле эта жестовая форма относится к категории неприличных: она имеет явно выраженный неприлично-сексуальный смысл, в Бразилии считается оскорблением, а в некоторых странах Средиземноморского бассейна этот жест используется для обозначения гомосексуальности мужчины.
V-образный знак пальцами. Этот знак очень популярен в Великобритании и Австралии и имеет оскорбительную интерпретацию. Во время второй мировой войны Уинстон Черчилль популяризировал знак «V» для обозначения победы, но для этого обозначения рука повернута тыльной стороной к говорящему. Если же при этом жесте рука повернута ладонью к говорящему, то жест приобретает оскорбительное значение — «заткнись». Во многих странах этот жест означает также цифру «2».
Эти примеры говорят о том, к каким недоразумениям могут привести неправильные толкования жестов, не учитывающие национальные особенности говорящего. Прежде, чем показать какой-либо жест, рекомендуется узнать национальную принадлежность говорящего.